# Wilhelm Huxhorn
Wilhelm Huxhorn (* 20. September 1955; † 15. April 2010) war ein deutscher Fußballspieler. Der Torhüter war für den SV Darmstadt 98 acht Jahre lang in der Zweiten Liga aktiv.

## Karriere
Huxhorn spielte bei Germania Pfungstadt und wechselte 1981 in die zweite Mannschaft von Darmstadt 98. Von den Amateuren rückte er 1984 in den Zweitligakader auf. Unter Trainer Lothar Kleim war er zunächst zweiter Tormann hinter Frank Berlepp. Am 28. August 1984 stand er mit fast 29 Jahren erstmals in der Profimannschaft hinter den erfahrenen Abwehrspielern Karl-Heinz Emig und Rolf Dohmen zwischen den Pfosten. Gegner war der 1. FC Saarbrücken, der durch einen Foulelfmeter von Stefan Jambo in Führung ging; der eingewechselte junge Stürmer Bruno Labbadia rettete dem SV 98 ein Unentschieden. Huxhorn blieb in den nächsten 30 Saisonspielen unter Kleims Nachfolger Udo Klug die Nummer eins der Darmstädter.
Am 20. Spieltag, dem 27. April 1985, erzielte Huxhorn im Spiel bei Fortuna Köln für Darmstadt 98 ein Tor aus 102 Meter Entfernung, das ihm einen Eintrag im Guinness-Buch der Rekorde einbrachte: Nach seinem Abschlag flog der Ball bis weit in die gegnerische Hälfte, sprang kurz vor dem Strafraum der Kölner auf und über den Torhüter der Fortuna, Robert Hemmerlein, hinweg zum 0:1 ins Tor; Fortuna Köln gewann das Spiel noch mit 4:2.
In der Saison 1986/87 wurde Huxhorn mit seinem Team Vierter der Zweiten Liga. Er blieb – abgesehen von der Saison 1988/89, in der Darmstadt 98 mit Rainer Berg die Relegationsspiele erreichte – bis 1992 Stammtorhüter der Lilien. Sein letztes von 214 Zweitligaspielen für Darmstadt machte er in Unterhaching am 16. August 1992 mit fast 37 Jahren. Dazu kamen sieben Einsätze im DFB-Pokal, darunter die 0:1-Niederlage gegen den späteren Pokalsieger Hamburger SV im Viertelfinale 1987, bei der ihn erst der eingewechselte Manfred Kastl in der 88. Minute überwinden konnte.

## Nach der aktiven Zeit
Nachdem er seine Profilaufbahn beendet hatte, arbeitete Huxhorn als Schwimmmeister in Pfungstadt. Nebenher spielte er gelegentlich beim TSV Pfungstadt in der Bezirksoberliga und später bei Germania Pfungstadt in der Altherrenmannschaft. Außerdem war er noch lange in der Traditionsmannschaft des SV Darmstadt 98 aktiv.
Lange Jahre kämpfte Huxhorn gegen Leukämie. Der Krankheit erlag er am 15. April 2010.